# Rio Lugenda
O rio Lugenda é um rio de Moçambique, afluente da margem direita do Rio Rovuma.
Nasce no lago Chiuta, partilhado com o Malawi, percorre o lago Amaramba, a norte e, a seguir toma a direcção SO-NE, atravessa os distritos de Mandimba e Majune, faz parcialmente a fronteira entre este distrito e Marrupa e entre este e Mecula, a seguir separa este distrito do de Mueda, confluindo com o rio Rovuma perto de Negomano, no extremo noroeste da província de Cabo Delgado.
Recebe vários afluentes, entre os quais se destacam os rios Luambala, Lureco, Luambese, Lukondese, Chiulesi
Em língua yao, o nome do rio significa simplesmente "rio grande".
Imediatamente a montante da sua confluência (localizada em Negomano), os caudais do Rovuma e do Lugenda são comparáveis, o que, à partida, poderia suscitar dúvidas sobre qual dos dois deveria ser considerado o rio principal (com o outro como seu afluente). É o rio Lugenda que se considera afluente do Rovuma e não o contrário, porque o Rovuma segue uma direção menos irregular até à foz (sensivelmente de oeste para leste). Fixou-se, pois, o Rovuma como o rio principal e o Lugenda como seu tributário.

## Nota de rodapé
1. ↑  Manchester Geographical Society (2010). «The Journal of the Manchester Geographical Society (23-24)». Cambridge Scholars Publishing (em inglês): 302–304